# Brazil International 2006
Die Brazil International 2006 (auch São Paulo International 2006 genannt) im Badminton fanden vom 8. bis zum 11. Oktober 2006 in São Paulo statt.

## Sieger und Platzierte
| Disziplin    | Gold                                      | Silber                                 | Bronze                              |
| ------------ | ----------------------------------------- | -------------------------------------- | ----------------------------------- |
| Herreneinzel | Andre Kurniawan Tedjono                   | Ari Yuli Wahyu Hartanto                | Marco Vasconcelos                   |
| Herreneinzel | Andre Kurniawan Tedjono                   | Ari Yuli Wahyu Hartanto                | Purnomo Kurniawan                   |
| Dameneinzel  | Maria Febe Kusumastuti                    | Maria Elfira Christina                 | Filipa Lamy                         |
| Dameneinzel  | Maria Febe Kusumastuti                    | Maria Elfira Christina                 | Yoana Martínez                      |
| Herrendoppel | Danny Bawa Chrisnanta Afiat Yuris Wirawan | Guilherme Pardo Guilherme Kumasaka     | Daniel Paiola Thomas Moretti        |
| Herrendoppel | Danny Bawa Chrisnanta Afiat Yuris Wirawan | Guilherme Pardo Guilherme Kumasaka     | Hugo Arthuso Thomas Araújo          |
| Damendoppel  | Meiliana Jauhari Purwati                  | Valérie Loker Sarah MacMaster          | Charmaine Reid Fiona McKee          |
| Damendoppel  | Meiliana Jauhari Purwati                  | Valérie Loker Sarah MacMaster          | Daniela Eslava Debora Blanco        |
| Mixed        | Afiat Yuris Wirawan Purwati               | Danny Bawa Chrisnanta Meiliana Jauhari | Nicholas Jinadasa Samantha Jinadasa |
| Mixed        | Afiat Yuris Wirawan Purwati               | Danny Bawa Chrisnanta Meiliana Jauhari | Alexandre Paixão Filipa Lamy        |